# Saint-Patrick (Dominique)
Pour les articles homonymes, voir Saint-Patrick.
Saint-Patrick est l'une des dix paroisses de la Dominique.
La plus importante communauté de la Paroisse est Grand Bay encore appelée Berekua, capitale culturelle du pays (2288 habitants), suivie de La Plaine (1288 habitants).  